# Rubus epipsilos
Rubus epipsilos är en rosväxtart som beskrevs av Wilhelm Olbers Focke. Rubus epipsilos ingår i släktet rubusar, och familjen rosväxter. Inga underarter finns listade i Catalogue of Life.